# Joachim Hilke
Joachim Hilke (* 10. Juli 1967) ist ein deutscher Wirtschaftsmanager und ehemaliges Vorstandsmitglied der HSV Fußball AG.

## Ausbildung und berufliche Stationen
Hilke studierte an der Universität Regensburg und an der European Business School in London. Er begann seine berufliche Karriere als Marketing und Sales Director beim NFL-Europe-Team Rhein Fire. Von 1998 bis 2010 war er in verschiedenen Führungspositionen bei Sportfive tätig. Seine letzte Position war Executive Vice President International Marketing & Sales.

## Tätigkeit beim Hamburger Sportverein
Hilke war von 1998 und 2001 Vorstandsmitglied beim Hamburger SV. Am 16. März 2011 erhielt er einen Arbeitsvertrag für die Position des Vorstandes Marketing und Kommunikation. Am 18. November 2016 wurde bekannt gegeben, dass Hilkes bis zum 30. Juni 2018 laufender Vertrag auf eigenen Wunsch zum Jahresende aufgelöst wurde.

## Weitere Stationen
Von November 2017 bis Dezember 2022 bekleidete Hilke die Funktion eines Managing Directors beim Investment-Unternehmen Global Partnerships. Im Januar 2023 wurde Hilke zum CEO des Theaterbetreibers und Eventveranstalters ATG Entertainment Europa ernannt.

## Privates
Hilke spielt in seiner Freizeit Golf und war Mitglied der Golf-Jugendnationalmannschaft.